# イルマリ・ハンニカイネン
トイヴォ・イルマリ・ハンニカイネン（Toivo Ilmari Hannikainen, *1892年10月19日 ユヴァスキュラ – †1955年7月25日 クフモイネン）は、フィンランドの作曲家・ピアニスト。実の兄弟とピアノ三重奏団を結成して、室内楽奏者としても活動した。

## 経歴
父ペッカ・ユハニと兄ヴァイノも作曲家で、弟タウノはチェリスト（後に指揮者）、もう一人の弟アルヴォはヴァイオリニストという音楽家一家に育つ。1911年から1914年までヘルシンキ大学に学び、その後ウィーン音楽院にてフランツ・シュレーカーに作曲を、1915年から1917年までサンクトペテルブルクでアレクサンドル・ジロティに、1919年にパリでアルフレッド・コルトーにピアノを師事した。帰国後はヘルシンキ音楽院にてピアノ科の教員に採用され、その後ヘルシンキ・シベリウス音楽院の教授に就任した。
ハンニカイネンは、フィンランドの作曲界が後期ロマン派から印象主義へと向かう時期に作曲家として活動し、ピアノ協奏曲やピアノ五重奏曲、オペラを1つずつ遺したほかに、数々の印象深いピアノ曲や歌曲を手懸け、映画音楽も作曲した。
1955年にクフモイネンで船旅の最中に溺死しており、アーッレ・メリカントなどの同僚からは自殺を図ったのではないかと看做された。

## 参考資料
- Biography from Kimmo Korhonen's Inventing Finnish Music: Contemporary Composers from Medieval to Modern, Finnish Music Information Centre (2003)